# Jarosław Ośmiomysł
Jarosław Ośmiomysł (ur. 1130, zm. 1187) – książę halicki (1153-1187), syn Wołodymyrka Wołodarowicza. Uważany za dużego reformatora.
Ożenił się w 1150 z Olgą, córką Jerzego Dołgorukiego.
Gdy wstąpił na tron halicki, księstwo było skonfliktowane z księstwem kijowskim i miastami wołyńskimi. Był gotów uznać zwierzchność księcia kijowskiego Izjasława II, lecz bojarzy sprzeciwili się temu. Izjasław zaatakował Księstwo Halickie w 1153 i pokonał on Jarosława i jego wojska halickie w bitwie pod Trembowlą, przy olbrzymich stratach własnych. Po śmierci Izjasława w 1154 pomiędzy księstwami zapanował pokój.
Podczas panowania toczył walki o tron ze swoim bratem Iwanem Berładnikiem. 
Jarosław brał udział w wyprawach przeciw Połowcom, utrzymując jednocześnie przyjazne stosunki z Polską, Węgrami, Bizancjum i cesarzem Fryderykiem Barbarossą. Powiększył księstwo o ziemie położone na południu, między Dniestrem a Karpatami, w kierunku Dunaju. Za jego panowania rozbudowano i umocniono wiele halickich miast.

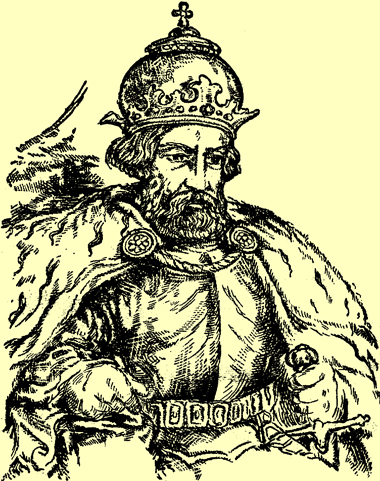
Jarosław Ośmiomysł

W 1172 porzucił żonę Olgę i związał się z bojarską córką – Nastasją Czahrową. Jednak bojarzy sprzeciwili się temu postępkowi i Olga powróciła na dwór, a Nastasję spalono na stosie. Bojarzy sprzeciwili się także jego ostatniej woli – podzielił księstwo pomiędzy synów: Olegowi przekazał Halicz, a Włodzimierzowi Przemyśl, jednak bojarzy przepędzili Olega.